# Zofia Marchewka
Zofia Marchewka (zm. 1717 w Brześciu Kujawskim) – Polka, uznana za czarownicę, skazana na spalenie na stosie.

## Proces
Zofia, wdowa po woźnym grodu brzeskiego Macieju Marchewce, została oskarżona w 1717 roku (w niektórych opracowaniach pojawia się błędna data 1771) o czary i wyrządzanie różnym ludziom szkód na zdrowiu i majątku . Dwaj mężczyźni, Adam Kwiatkowski i Stanisław Dąbrowa, podejrzewali ją m.in. o rzucenie uroku (poprzez zadanie diabła w pożywieniu) na żonę Kwiatkowskiego, a także zaczarowanie jego małoletniego syna. Proces toczył się przed brzeskim sądem landwójtowskim, jednak ani skład tego sądu, ani przebieg rozprawy, nie jest znany. Nie zachowały się też najprawdopodobniej dokumenty z tego procesu, które były przechowywane w Archiwum Głównym Akt Dawnych w Warszawie i uległy zniszczeniu w czasie II wojny światowej. 
Informacje o procesie pochodzą jedynie z tekstu wyroku, który opublikowano jeszcze w XIX wieku . W wieńczącym proces dekrecie sąd stwierdzał, że kobieta dopuszczała się czarów, wyrzekła się Boga i wzięła ślub z diabłem, ukradła hostię z "kościoła kraśnieńskiego", a także wraz z innymi czarownicami bywała na sabatach "za Dąbicami na Łysej górze na górach" . Z dokumentu wynika, że została poddana torturom i skazana na karę śmierci poprzez spalenie na stosie. 

## W literaturze
Historię Zofii Marchewki przypomniała w 2010 roku Anna Koprowska-Głowacka. W swoim udramatyzowanym opowiadaniu, napisanym na podstawie zapisów innych podobnych procesów, opisała przypuszczalny przebieg postępowania przeciwko oskarżonej.
Według opowiadania, Zofia Marchewka została aresztowana w 1771 roku na wniosek Kwiatkowskiego. Gdy stwierdziła, że jest niewinna, poddano ją torturom, by zmusić ją do przyznania się do winy. Po pierwszej serii tortur oskarżona "przyznała się" do tego, że jest czarownicą i ma diabła, który namawia ją do szkodzenia ludziom (w tym swojemu mężowi i żonie Kwiatkowskiego) oraz zwierzętom. Wyznała, że uczestniczy też w sabatach i obcuje z diabłem. Gdy zdjęto ją z tortur odwołała zeznanie i ponownie stwierdziła, że jest niewinna. Wtedy kolejny raz wzięto ją na męki, w wyniku czego po raz kolejny wymuszono przyznanie się do winy. Została uznana za czarownicę i skazana na śmierć na stosie.